# Waarom? (Jacques Raymond)
Waarom? is een nummer van Jacques Raymond. Het was tevens het nummer waarmee hij België vertegenwoordigde op het Eurovisiesongfestival 1963 in de Britse hoofdstad Londen. Daar werd hij uiteindelijk tiende, met vier punten. Het was de eerste keer dat Raymond België vertegenwoordigde op het Eurovisiesongfestival. In 1971 zou hij nogmaals meedoen, samen met Lily Castel.

## Resultaat
| Plaats | Land                     | Artiest         | Lied    | Punten |
| ------ | ------------------------ | --------------- | ------- | ------ |
| 9      | Bondsrepubliek Duitsland | Heidi Brühl     | Marcel  | 5      |
| 10     | België                   | Jacques Raymond | Waarom? | 4      |
| 11     | Joegoslavië              | Vice Vukov      | Brodovi | 3      |